# Борзаковський Дмитро Миколайович
Дмитро Миколайович Борзаковський народився в Києві 22 квітня 1914 р., в сім'ї мирового судді — почесного громадянина Києва. Після закінчення 52-ї трудової київської школи вступив до автодорожного технікуму. Працював в НДІ авіаційного машинобудування, збирав мотор для знаменитого літака «Максим Горький». Потім перейшов на київський авіаційний завод № 43, де незабаром отримав посаду старшого контрольного майстра. Навчався на вечірньому факультеті Київського політехнічного інституту.
Однак, незважаючи на такий бурхливий початок технічної біографії, головною пристрастю Дмитра Миколайовича залишалася природа. Нею він захворів від свого батька, завзятого мисливця. У шкільному віці активно відвідував біостанцію на Куренівці, був добре знайомий з усіма київськими зоологами, і особливо з відомим діячем охорони природи професором М. В. Шарлеманем. Невдовзі сам став мисливцем, на авіаційному заводі очолював первинний мисливський колектив. Влітку, кілька сезонів поспіль, підробляв у заповіднику Конча-Заспа.
За родом роботи Дмитру Миколайовичу часто доводилося контактувати з відомими в країні конструкторами, випробувачами, він особисто був знайомий з В. Чкаловим. Одного разу один з льотчиків, випробовуючи в повітрі новий літак, в збірці якого брав участь Д. М. Борзаковський, при затяжній «мертвій петлі» врізався в землю. Через кілька днів Дмитра Миколайовича заарештували. Його взяли в ніч на 9 липня 1937 р. Незважаючи на шантаж, Дмитро Миколайович ні в чому «не зізнався».
Однак проведена на заводі через два місяці після аварії «експертиза» (експерт Д. Т. Слепченко) «підтвердила» припущення чекістів, що Дмитро Миколайович винен в аварії (у 50-х роках Слепченко дав свідчення, що експертизу провів під диктовку органів).
Д. М. Борзаковському поставили в провину, що він «був учасником українського контрреволюційного націоналістичного угруповання, систематично проводив контрреволюційну українську націонал-фашистську роботу, намагався викликати націоналістичну ворожнечу і дискредитував керівництво Радянського Союзу, проводив акти шкідницького порядку на заводі оборонної промисловості».
24 серпня 1937 р. постановою трійки при облуправлінні НКВС УРСР по Київській області за статтями 54-7, 54-10, 54-11 КК УРСР «економічне шкідництво, антирадянська агітація і участь у контрреволюційній організації» Борзаковському дали 10 років таборів. Спочатку валив ліс у таборах Біломор-Балтлагу, однак після нещасного випадку, коли Дмитра Миколайовича придавило на лісоповалі деревом, і він три тижні перебував без свідомості, його перевели на легші роботи. З початком Другої світової війни направлений в північно-західну частину Уралу, в Усольський табір (табір «Ш») поблизу містечка Чердинь. Вийшов з місць ув'язнення Борзаковский рівно через десять років — 9 липня 1947 р.
У Києві оселитися було не можна. Дмитро Миколайович відправився в Херсонську область, в Гаврилівське мисливське господарство, яке незабаром очолив. Господарство швидко стає передовим, і в липні 1953 р. Борзаковський бере участь у Першому з'їзді Українського товариства охорони природи.
11 липня 1957 р. рішенням Президії Верховного Суду УРСР Д. М. Борзаковського реабілітували.
У 1954 р. Дмитро Миколайович перебирається на рідну Київщину, в місто Іванків. Тут, за завданням облзаготконтори проводить інвентаризацію бобрів на півночі області, домагається прийняття рішень місцевих органів про заборону вирубки верболозу по берегах «бобрових» річок, створює Дніпровсько-Прип'ятське мисливське господарство Київського військового округу, в 1967 р. — Розважівське мисливське господарство Республіканської ради УТМР. Пішовши на пенсію, залишається там старшим єгерем.
Обидва господарства вважалися зразковими. Він розводить дичину, незважаючи на погоду та посади ловить браконьєрів (за своє життя затримав їх понад 300), створює для школярів музеї та кімнати природи, стає завідувачем позаштатного відділу природи в місцевій газеті, читає лекції з охорони природи у школах, на заводах і в лісництвах. Його первинний осередок Українського товариства охорони природи не один рік був найкращим в області. У середині 80-х років в Білоберезькому лісництві Іванківського району домагається створення заказника місцевого значення для сірої чаплі, в 1994 р. за його ініціативою створено заказник для чорного лелеки.